# Forças Navais Francesas Livres

Insígnia da FNFL

As Forças Navais Francesas Livres foi a marinha de guerra francesa formada pelo Governo francês conhecido como França Livre. A força composta por franceses no exílio criada em 1 de julho de 1940 atuou na Segunda Guerra ao lado dos Aliados.
Utilizou como mote as palavras afirmativas "Honneur, Patrie, Valeur, Discipline".
Foram comandantes da FNFL:
- Almirante Émile Henry Muselier (1882-1965).
- Almirante Philippe Auboyneau (1899-1961)
- Almirante Georges Thierry d'Argenlieu (1899-1964)

## Ligações externas

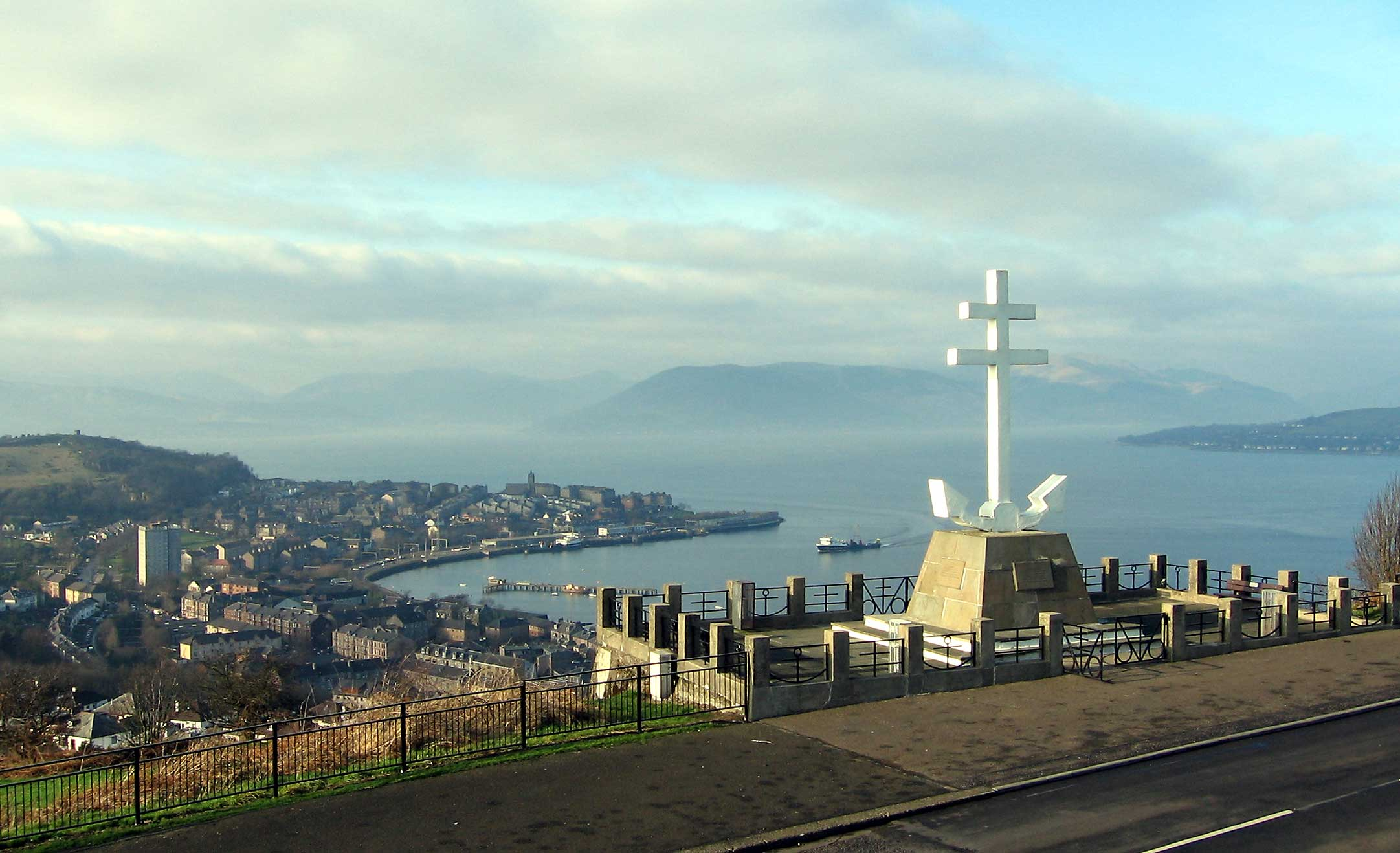
Monumento as Forças Navais da França Livre em Gourock (Lyle Hill, Greenock), en Escócia.